# Alone Against Tomorrow
Alone Against Tomorrow este o colecție de povestiri ale scriitorului american Harlan Ellison. Publicată în Statele Unite în 1971 de Macmillan Publishers, este o retrospectivă de zece ani a povestirilor scurte ale lui Ellison.

## Cuprins
- "I Have No Mouth, and I Must Scream"
- "The Discarded"
- "Deeper Than the Darkness"
- "Blind Lightning"
- "All the Sounds of Fear"
- "The Silver Corridor"
- ""Repent, Harlequin!" Said the Ticktockman" - „„Căiește-te Arlechin!” spuse domnul Tic-Tac”
- "Bright Eyes"
- "Are You Listening?"
- "Try a Dull Knife"
- "In Lonely Lands"
- "Eyes of Dust"
- "Nothing for My Noon Meal"
- "O Ye of Little Faith"
- "The Time of the Eye"
- "Life Hutch"
- "The Very Last Day of a Good Woman"
- Night Vigil"
- "Lonelyache"
- "Pennies, Off a Dead Man's Eyes"

## Vezi și
- 1971 în științifico-fantastic